# Anhofen (Markt Wald)
Anhofen ist ein Ortsteil des oberschwäbischen Marktes Markt Wald im Landkreis Unterallgäu.

## Lage
Das Dorf Anhofen liegt etwa zwei Kilometer nördlich des Hauptortes und ist durch die Staatsstraße 2026 mit diesem verbunden. In der westlichen Ortshälfte verläuft die Neufnach.

## Geschichte
Erstmals wurde der Ort im Jahre 1150 als Anehoven genannt. Der Name könnte durch den Anstieg des Buchberges mit der Silbe ana, was so viel wie hinauf bedeutet, deutbar sein. Er würde demnach bei den Höfen den Hügel hinauf bedeuten. Zeitlich schlossen sich die Hofen-Orte an die Ingen- und Heim-Orte an. Die Gründung kann daher in der Rodungsperiode des Hohen Mittelalters angenommen werden. Man geht davon aus, dass die Welfen mit Hilfe des Ortsadels der Gegend die kolonisierende Rodung vornahmen. Die Kirchengemeinde St. Ulrich und Afra aus Augsburg kam 1170 in den Besitz eines Hofes, den zwei Brüder von Siebnach der Gemeinde vermacht hatten. Seit jeher gehörte der Ort zur Herrschaft auf dem Wald. Bereits 1624 zählte er 42 Anwesen. 
Die Wirtschaftsstruktur in früheren Zeiten war durchsetzt mit heute dort nicht mehr bestehenden Handwerksbetrieben wie Schreiner, Schmied und Müller. Bereits 1568 soll sich eine Mahlmühle im Ort befunden haben. Im Jahre 1866 wurde das Wohnhaus abgebrochen; die übrigen Gebäudeteile wurden umgebaut. Seit 1950 gibt es wieder eine Sägemühle. 
Im Süden des Ortes befindet sich die um 1700 erbaute Kapelle Unserer lieben Frau, die in die Denkmalliste eingetragen ist.
Anhofen war eine selbstständige Gemeinde und wurde zum Abschluss der Gebietsreform in Bayern am 1. Mai 1978 in den Markt Wald eingegliedert.